# Seznam velvyslanců Ruska a Sovětského svazu v Afghánistánu
Mimořádný a zplnomocněný velvyslanec Ruské federace v Afghánistánu je oficiálním zástupcem prezidenta a vlády Ruské federace v Afghánistánu.
Velvyslanec a jeho zaměstnanci pracují na svobodě na velvyslanectví Ruska v Kábulu. Post ruského velvyslance v Afghánistánu v současnosti zastává Dmitrij Žirnóv, úřadující od 29. dubna 2020.

## Historie diplomatických styků
Ruská sovětská federativní socialistická republika poskytla neoficiální pomoc Afghánskému emirátu během třetí anglo-afghánské války, čímž zemi pomohla dosáhnout úplné nezávislosti na britském vlivu. Ruská sovětská federativní socialistická republika byla také první zemí, která v roce 1919 uznala a navázala diplomatické vztahy s Afghánistánem. Jakov Suric, bývalý diplomatický zástupce v Dánsku, byl jmenován zplnomocněným zástupcem pro Afghánistán. Dne 23. července 1923 byly navázány vztahy na úrovni zastupitelských úřadů.
V letech 1992 až 2002, během let vlády Tálibánu, byly přerušeny diplomatické vztahy a nebyli jmenováni žádní velvyslanci.

## Seznam zástupců (1919 – současnost)

### Zástupci Ruské sovětské federativní socialistické republiky v Afghánském emirátu (1919–⁠1922)
| Jméno              | Titul         | Jmenování         | Ukončení |
| ------------------ | ------------- | ----------------- | -------- |
| Jakov Suric        | Zplnomocněnec | 13. července 1919 | 1921     |
| Fjodor Raskolnikov | Zplnomocněnec | 16. července 1921 | 1922     |

### Zástupci Sovětského svazu v Afghánském emirátu (1922–1926)
| Jméno              | Titul         | Jmenování      | Ukončení      |
| ------------------ | ------------- | -------------- | ------------- |
| Fjodor Raskolnikov | Zplnomocněnec | 1922           | 6. února 1924 |
| Leonid Stark       | Zplnomocněnec | 22. dubna 1924 | 1926          |

### Zástupci Sovětského svazu v Afghánském království (1926–1973)
| Jméno                 | Titul                                                             | Jmenování          | Ukončení           |
| --------------------- | ----------------------------------------------------------------- | ------------------ | ------------------ |
| Leonid Stark          | Zplnomocněnec                                                     | 1926               | 16. dubna 1936     |
| Boris Skvirskij       | Zplnomocněnec                                                     | 16. dubna 1936     | 1. listopadu 1937  |
| Konstantin Michajlov  | Zplnomocněnec (do 9. května 1941) Velvyslanec (po 9. květnu 1941) | 24. prosince 1937  | 1. září 1943       |
| Ivan Bakulin          | Velvyslanec                                                       | 11. listopadu 1943 | 23. června 1947    |
| Ivan Samylovskij      | Velvyslanec                                                       | 23. června 1947    | 27. května 1948    |
| Ivan Bakulin          | Velvyslanec                                                       | 27. května 1948    | 11. července 1948  |
| Artemij Fedorov       | Velvyslanec                                                       | 6. listopadu 1948  | 10. července 1953  |
| Michail Degťar        | Velvyslanec                                                       | 10. července 1953  | 5. června 1960     |
| Sergej Antonov        | Velvyslanec                                                       | 5. června 1960     | 8. října 1965      |
| Konstantin Alexandrov | Velvyslanec                                                       | 8. října 1965      | 11. listopadu 1969 |
| Sergej Kiktev         | Velvyslanec                                                       | 11. listopadu 1969 | 3. října 1972      |
| Alexandr Puzanov      | Velvyslanec                                                       | 3. října 1972      | 1973               |

### Zástupci Sovětského svazu v Afghánské republice (1973–1978)
| Jméno            | Titul       | Jmenování | Ukončení |
| ---------------- | ----------- | --------- | -------- |
| Alexandr Puzanov | Velvyslanec | 1973      | 1978     |

### Zástupci Sovětského svazu v Afghánské demokratické republice (1978–1991)
| Jméno             | Titul       | Jmenování          | Ukončení           |
| ----------------- | ----------- | ------------------ | ------------------ |
| Alexandr Puzanov  | Velvyslanec | 1978               | 10. listopadu 1979 |
| Fikrjat Tabejev   | Velvyslanec | 10. listopadu 1979 | 13. srpna 1986     |
| Pavel Možajev     | Velvyslanec | 13. srpna 1986     | 15. března 1988    |
| Nikolaj Jegoryčev | Velvyslanec | 15. března 1988    | 14. října 1988     |
| Julij Voroncov    | Velvyslanec | 14. října 1988     | 15. září 1989      |
| Boris Pastuchov   | Velvyslanec | 15. září 1989      | 25. prosince 1991  |

### Zástupci Ruské federace v Afghánské demokratické republice (1991–1992)
| Jméno               | Titul       | Jmenování         | Ukončení          |
| ------------------- | ----------- | ----------------- | ----------------- |
| Boris Pastuchov     | Velvyslanec | 25. prosince 1991 | 22. února 1992    |
| Jevgenij Ostrovenko | Velvyslanec | 24. ledna 1992    | 31. prosince 1992 |

### Zástupci Ruské federace v Afghánské islámské republice (2002 – dosud)
| Jméno               | Titul       | Jmenování          | Ukončení       |
| ------------------- | ----------- | ------------------ | -------------- |
| Michajl Konarovskij | Velvyslanec | 21. února 2002     | 17. února 2004 |
| Zamir Kabulov       | Velvyslanec | 17. února 2004     | 21. září 2009  |
| Andrej Avetisjan    | Velvyslanec | 21. září 2009      | 1. září 2014   |
| Alexandr Mantyckij  | Velvyslanec | 18. listopadu 2014 | 29. dubna 2020 |
| Dmítrij Žirnóv      | Velvyslanec | 29. dubna 2020     |                |